# Snake River Bridge
Die Snake River Bridge (auch als Lyons Ferry Bridge bekannt) liegt am Zusammenfluss von Snake River und Palouse River in der Nähe von Starbuck und ist die älteste noch existierende Gerberträgerbrücke aus Stahl im US-Bundesstaat Washington. Die Brücke trägt die State Route 261 und wurde unter der Nummer 82004207 in das National Register of Historic Places eingetragen. Sie liegt in Nachbarschaft des Lyons Ferry State Park und der Joso-Eisenbahnbrücke.

## Originalkonstruktion
Das Bauwerk wurde ursprünglich zwischen 1926 und 1927 als Vantage Bridge erbaut und trug den North Central Highway über den Columbia River in Vantage, Washington, wo sie eine Fähre für vier Autos ersetzte. Bis 1923 hatte die Fähre 50.000 Personen jährlich über den Fluss gesetzt, und es war klar, dass diese durch eine Brücke ersetzt werden musste. Ursprünglich bestand das Projekt aus einer mautpflichtigen Brücke, was aber bei Gouverneur Louis F. Hart auf Widerstand stieß, da es sich um eine Mautbrücke auf einem durch Steuergelder finanzierten Highway gehandelt hätte. Nicht nur das, aber der Bundesstaat hätte auch 900.000 USD Bundesmittel für den North Central Highway verloren, wenn die Brücke als mautpflichtige gebaut worden wäre. Stattdessen genehmigte der Staat die Finanzierung einer eigenen Brücke.
Später, als der Bau des Wanapum-Staudammes flussabwärts den Ort Vantage flutete, wurde durch die Verantwortlichen in der Bundesstaatsverwaltung entschieden, die Brücke durch einen vierspurigen Neubau zu ersetzen, da die alte Brücke für den stärker gewordenen Verkehr eine nicht mehr ausreichende Standsicherheit aufwies. Die alte Brücke wurde demontiert und eingelagert.
Bis in die 1960er Jahre erfolgte die Querung des Snake Rivers bei Lyons Ferry durch eine Fähre, aber der Bau des Lower-Monumental-Staudammes verursachte eine Verringerung der Fließgeschwindigkeit und deswegen eine Verlängerung der Zeit für das Übersetzen. Die Verantwortlichen entschieden deswegen, die eingelagerte Brücke an dieser Stelle wieder aufzubauen. Die Freigabe für den Verkehr erfolgte 1968.